# 아이신기오로 슈르하치
아이신기오로 슈르가치(만주어: ᠠᡳ᠌ᠰᡳᠨ
ᡤᡳᡠ᠋ᡵᠣ
ᡧᡠᡵᡤᠠᠴᡳ Aisin-Gioro Šurgaci, 한국 한자: 愛新覺羅舒爾哈齊 애신각라 서이합제, 1564년 ~ 1611년)는 건주여진의 권력자로, 탁시의 3남이자 누르가치의 동복 동생이다. 형인 누르가치를 따라 전쟁에 참가하고 건주여진의 군사를 통솔하는 등 전공을 세웠으나, 형과 알력이 생겨 형에 의해 감옥에 구금되었고 후금이 세워지기도 전인 1611년, 48세의 나이로 사망하였다. 형인 누르가치는 《만문원당》과 《만문원당》을 개정한 《만문노당》에서는 1616년, 각각 여진국과 대금국의 여러 나라를 이롭게하는 맑은 한(만주어: ᠠᡳ᠌ᠰᡳᠨ
ᡤᡳᡠ᠋ᡵᠣ
ᡧᡠᡵᡤᠠᠴᡳ Geren Gurun-be Ujire Genggiyen Han에 등극했다.
순치제 때 화석장친왕(和碩莊親王)의 시호를 받았으며 그의 차남 아민(阿敏)은 군사를 일으켜 정묘호란을 일으켰으며 여섯째 아들 지르갈랑(Jirgalang, 濟爾哈朗)은 정친왕(鄭親王)에까지 오르며 큰 영향력을 행사하였다.

## 가족관계
- 아버지 : 아이신기오로 탁시(愛新覺羅 塔克世 - 애신각라 탑극세, 만주어: Aisin Gioro Taksi)
  - 형 : 아이신기오로 누르하치(愛新覺羅 努爾哈赤 - 애신각라 노이합적, 만주어: Aisin Gioro Nurgaci, 1559-1626.9.30, 재위 : 건주여진 1583-1618, 후금 1618-1626)
  - 형 : 아이신기오로 무르가치(愛新覺羅 穆爾哈赤, Aisin Gioro Murgaci, 1561-1620)
  - 동생 : 아이신기오로 야르가치(愛新覺羅 雅爾哈齊, Aisin Gioro Yargaci, ?-?)
  - 동생 : 아이신기오로 바야라(愛新覺羅 把牙喇, Aisin Gioro Bayara, 1582-1624)
- 2남 : 아민(阿敏, 1586-1640)
- 6남 : 지르갈랑(濟爾哈朗, 1599-1655), 정친왕(鄭親王)